# Oza (jeu de go)
Oza (王座, Ōza, littéralement « le trône ») est un titre et un tournoi japonais de jeu de go.
Le tournoi est sponsorisé par le Nihon Keizai Shinbun.
La finale du tournoi consiste en une série de cinq parties entre le détenteur du titre et le vainqueur d'une ligue de 16 joueurs. Le vainqueur du titre remporte 14 000 000 ¥ (environ 106 000 € en novembre 2017).

## Promotions des joueurs
Depuis 2003 les joueurs de la Nihon Ki-in peuvent recevoir des promotions en fonction de leurs résultats lors du tournoi Oza.
- Promotion 7e dan : se qualifier pour la finale du titre.
- Promotion 8e dan : remporter le titre.
- Promotion 9e dan : remporter le titre deux fois.

## Vainqueurs
| Année | Vainqueur           |
| ----- | ------------------- |
| 1953  | Hashimoto Utaro     |
| 1954  | Takagawa Shukaku    |
| 1955  | Hashimoto Utaro     |
| 1956  | Hashimoto Utaro     |
| 1957  | Shimamura Toshihiro |
| 1958  | Fujisawa Hosai      |
| 1959  | Hashimoto Shoji     |
| 1960  | Handa Dogen         |
| 1961  | Sakata Eio          |
| 1962  | Miyashita Hidehiro  |
| 1963  | Sakata Eio          |
| 1964  | Sakata Eio          |
| 1965  | Handa Dogen         |
| 1965  | Sakata Eio          |
| 1967  | Fujisawa Hideyuki   |
| 1968  | Fujisawa Hideyuki   |
| 1969  | Fujisawa Hideyuki   |
| 1970  | Sakata Eio          |
| 1971  | Sakata Eio          |
| 1972  | Sakata Eio          |
| 1973  | Rin Kaiho           |
| 1974  | Ishida Yoshio       |
| 1975  | Otake Hideo         |
| 1976  | Cho Chikun          |
| 1977  | Kudo Norio          |
| 1974  | Ishida Yoshio       |
| 1979  | Kato Masao          |
| 1980  | Kato Masao          |
| 1981  | Hashimoto Shoji     |
| 1982  | Kato Masao          |
| 1983  | Kato Masao          |
| 1984  | Kato Masao          |
| 1985  | Kato Masao          |
| 1986  | Kato Masao          |
| 1987  | Kato Masao          |
| 1988  | Kato Masao          |
| 1989  | Kato Masao          |
| 1990  | Hane Yasumasa       |
| 1991  | Fujisawa Hideyuki   |
| 1992  | Fujisawa Hideyuki   |
| 1993  | Kato Masao          |
| 1994  | Cho Chikun          |
| 1995  | O Rissei            |
| 1996  | Ryu Shikun          |
| 1997  | Yamada Kimio        |
| 1998  | O Rissei            |
| 1999  | O Rissei            |
| 2000  | O Rissei            |
| 2001  | Cho Chikun          |
| 2002  | O Meien             |
| 2003  | Cho U               |
| 2004  | Cho U               |
| 2005  | Cho U               |
| 2006  | Yamashita Keigo     |
| 2007  | Yamashita Keigo     |
| 2008  | Cho U               |
| 2009  | Cho U               |
| 2010  | Cho U               |
| 2011  | Cho U               |
| 2012  | Iyama Yuta          |
| 2013  | Iyama Yuta          |
| 2014  | Murakawa Daisuke    |
| 2015  | Iyama Yuta          |
| 2016  | Iyama Yuta          |
| 2017  | Iyama Yuta          |
| 2018  | Iyama Yuta          |
| 2019  | Shibano Toramaru    |
| 2020  | Shibano Toramaru    |
| 2021  | Iyama Yuta          |
| 2022  | Iyama Yuta          |
| 2023  | Iyama Yuta          |